# Friedrich Fick

Friedrich Fick

Friedrich Wilhelm Fick (* 9. Juli 1863 in Zürich; † 8. März 1955 in Würzburg) war ein deutscher Politiker (DDP).

## Leben und Wirken
Fick wurde als Sohn des Physiologen Adolf Fick geboren. Nach dem Besuch des Gymnasiums in den Jahren 1872 bis 1880 studierte Fick Rechtswissenschaften in Würzburg (1880–1881, 1882, 1883–1884), Hannover (1881–1882), Zürich (1882–1883, 1884). Seine Dissertation legte er 1884 in Zürich vor. Von 1884 bis 1890 arbeitete er als Kaufmann (Einkäufer) in London, dann bis 1897 als Filialleiter der Firma Dr. Jaeger's Sanitary Woolen System Company Ltd. in Sydney und Melbourne. 1894 heiratete er. Aus der Ehe gingen drei Kinder hervor. Von 1897 bis 1904 saß Fick im Vorstand der Rheinischen Schuckert-Gesellschaft AG in Mannheim. Danach amtierte er von 1904 bis 1931 als Direktor bzw. Generaldirektor der Schnellpressenfabrik Koenig & Bauer AG in Würzburg. Außerdem war er Vorsitzender der Vereinigung Deutscher Druckmaschinenfabriken und des Verbandes Deutscher Rotationsmaschinenfabriken.
1915 und 1916 nahm Fick am Ersten Weltkrieg teil, in dem er als Oberleutnant in Elsass-Lothringen und an der Somme eingesetzt wurde. Anschließend wurde er stellvertretender Vorsitzender der Handelskammer in Würzburg. Ferner wurde er Mitglied des Ausschusses des Bayerischen Industriellenverbandes und des Reichsausschusses der Deutschen Industrie. Außerdem wurde er Vorstandsmitglied des Landesverbandes Nordbayern des Hansabundes.
Nach dem Krieg trat Fick in die Deutsche Demokratische Partei (DDP) ein. Bei der ersten Reichstagswahl der Weimarer Republik im Juni 1920 zog Fick auf Reichswahlvorschlag der DDP ins deutsche Parlament ein, dem er bis zum Mai 1924 als Abgeordneter angehörte.
Als Publizist legte Fick Schriften wie Der juristische Charakter des Lebensversicherungsvertrages, Internationaler Schutz gegen Verleumdung und Beschimpfung von Volk zu Volk oder Staat zu Staat, Normierung der Papierformate und Lebenslauf von Adolf Fick sowie Bücherbesprechungen in der Zeitschrift für das gesamte Handelsrecht vor.

## Trivia
In Würzburg ist eine Straße nach Friedrich Fick benannt; einige Anwohner setzen sich für eine Umbenennung ein, weil sie wegen des Namens dümmlichen Bemerkungen ausgesetzt seien. Olaf Przybilla schlug in der Süddeutschen Zeitung ironisch vor, man könne dann ja stattdessen Willy Popp ehren.

## Schriften
- Die Frage der Checkgesetzgebung auf dem europäischen Kontinent. Mit besonderer Berücksichtigung der Schweizerischen, Deutschen, Österreichischen und Französischen Verhältnisse, unter vergleichsweiser Herbeiziehung des Englischen Gesetzes und der übrigen ausländischen Gesetze und Usancen, Zürich 1894.
- Reichseinheit oder Föderalismus, Nürnberg [1925].
- Bericht über internationale Sozialpolitik, Berlin 1926.